# Menesia vittata
Menesia vittata är en skalbaggsart som först beskrevs av Aurivillius 1920.  Menesia vittata ingår i släktet Menesia och familjen långhorningar.
Artens utbredningsområde är Sarawak. Inga underarter finns listade i Catalogue of Life.